# Can Masachs
Can Masachs és un edifici de Ripollet (Vallès Occidental) inclosa a l'Inventari del Patrimoni Arquitectònic de Catalunya.

## Descripció
És un edifici de planta quadrada però d'alçat complex. Compta amb un cos que centra les façanes est i oest amb una teulada a dues vessants de teula àrab i carener vidriat perpendicular a les façanes. Des del mig del vessant nord surt un cos adossat que origina la façana nord. El perfil de les cornises és de motllures còncaves i convexes tot seguint un ritme mixtilini, amb decoració de gerros i una bola al centre. Pel que fa a la divisió en nivells compta amb un semisoterrani, planta baixa, primer pis i golfes. Al semisoterrani s'obren finestres rectangulars i circulars, a la planta nord se situen els safareigs i al sud una galeria oberta amb porxada d'arcs rodons. A la planta baixa s'hi accedeix per la part nord després de pujar una escala amb barana. Arribat al replà de l'entrada hi ha un porxo que, arrencant del semisoterrani, es converteix en un pòrtic semicircular sostingut per columnes llises que permòdols. A aquesta alçada totes les obertures són rectangulars amb ampit, menys a la façana oest, on sobresurt una galeria d'estructura ondulant en voladís.

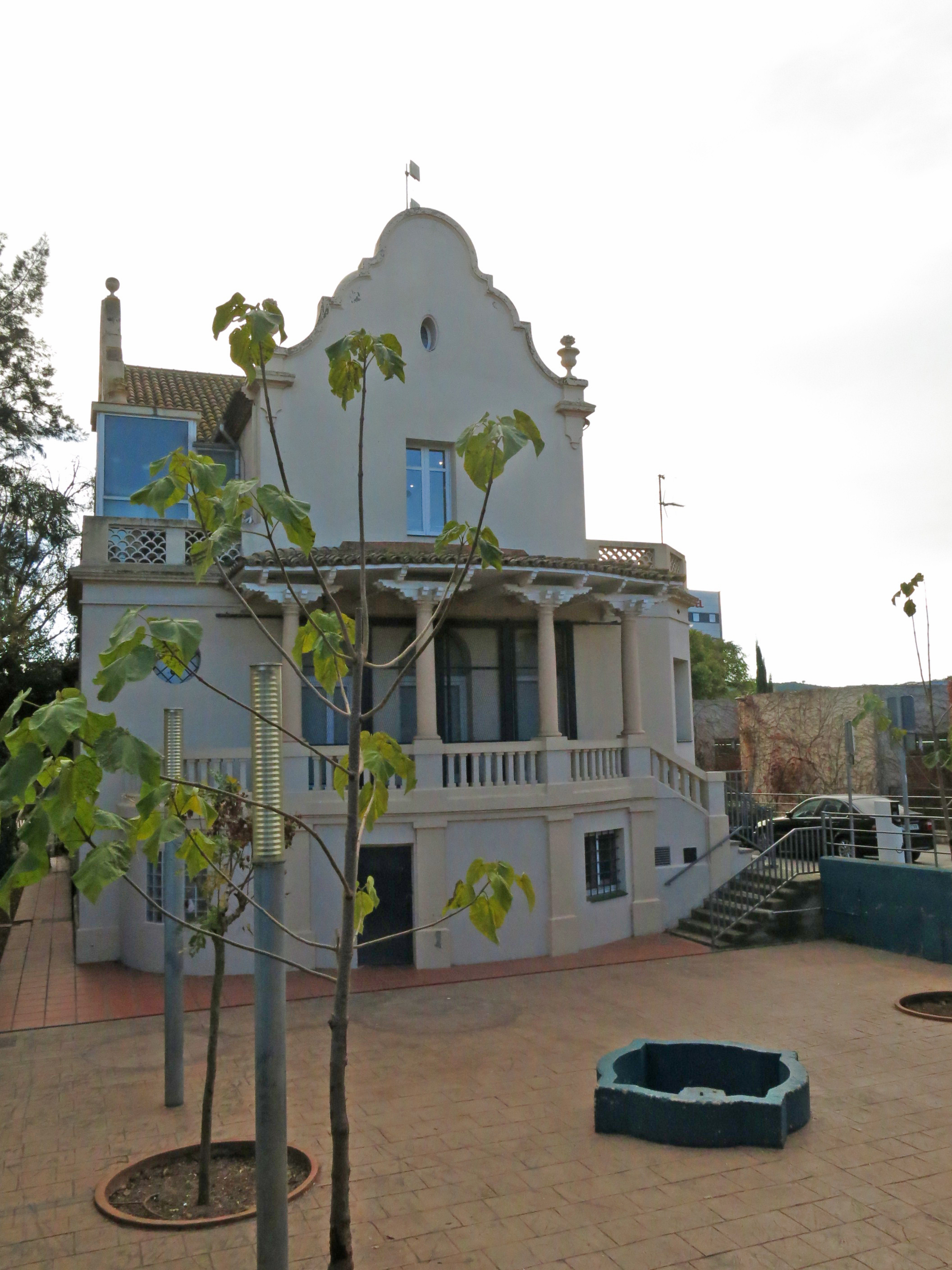
Façana que dona al pati

Al costat esquerre existeix un cos cantoner poligonal amb finestres d'arc rebaixat. Tot aquest nivell sobresurt del cos superior i, per tant, hi ha trams de teuladets. Sota el ràfec, fileres de teules decoratives i cairons.
Al primer pis continuen les obertures de finestres rectangulars. A la façana est hi ha un grup de tres finestres d'arc de mig punt, i cinc més a la façana sud. A les dues cantonades de la façana nord, hi ha terrasses amb baranes de pedra entre pilars i decoració calada de teules.
Tot l'edifici està construït amb fàbrica de maó i arrebossat.

## Història
Aquesta casa era dels mateixos propietaris de la fàbrica de cartró que es troba al costat de l'edifici. El primer a instaurar la dinastia Masachs fou Aleix Masachs i Rocabertí com a encarregat del molí paperer de Ramon Ginestar (1861). Després en fou propietari fins a la seva mort (1893) que passà al seu hereu Miquel Masachs i Braut. A partir d'aquest moment el molí deixa de fabricar paper i comença a fabricar cartró. Els següents propietaris per successió hereditària foren Aleix Masachs i Mimó, i després els seus fills Manuel i Ramón Masachs Carnicero. La fàbrica deixà de funcionar a finals del 1979. El 1910, la família Masachs va encarregar a l'arquitecte Eduard Maria Balcells i Buigas la construcció d'aquesta casa.
El 1993 la casa va entrar en procés de restauració i avui dia és la seu de l'ajuntament.